# Jane Harding
Pour les articles homonymes, voir Harding.
Dame Jane Elizabeth Harding (née en 1955) est une universitaire et néonatalogue néo-zélandaise, spécialiste des cas intensifs. Elle a reçu la médaille Rutherford en 2019.

## Éducation et carrière
Harding a étudié à l'université d'Auckland, où elle a obtenu son diplôme en 1978, et en 1982 a obtenu un doctorat en physiologie fœtale de l'université d'Oxford. Elle est retournée en Nouvelle-Zélande pour suivre une formation en pédiatrie, puis a effectué un stage postdoctoral à l'université de Californie à San Francisco. Par la suite, elle a travaillé à la faculté de médecine de l'université d'Auckland à partir de 1989, devenant professeur de néonatologie en 1997. Elle est directrice adjointe du Liggins Institute de l'université d'Auckland.
Harding est membre de l'organisation caritative néo-zélandaise Global Women .

## Honneurs et récompenses
Harding a été élue membre de la Société royale de Nouvelle-Zélande en 2001 ; elle est également fellow du Royal Australasian College of Physicians (en). En 2002, lors de l'anniversaire de la reine et des distinctions honorifiques du jubilé d'or (en), elle a été nommée officier de l'ordre du Mérite de Nouvelle-Zélande, pour services rendus à la pédiatrie. Elle a reçu la médaille Beaven du Health Research Council of New Zealand (en) en 2016. En 2017, Harding a été sélectionnée comme l'une des « 150 femmes en 150 mots » de la Société royale de Nouvelle-Zélande, célébrant les contributions des femmes au savoir en Nouvelle-Zélande.
En 2019, Harding a reçu la médaille Rutherford, la plus haute distinction scientifique de Nouvelle-Zélande, de la Société royale de Nouvelle-Zélande,. Toujours en 2019, Harding a reçu le Supreme Award aux New Zealand Women of Influence Awards (en) ainsi que le Innovation, Science and Health award.
Lors des honneurs de l'anniversaire de la reine 2020 (en), Harding a été promue dame compagnon de l'ordre du Mérite de Nouvelle-Zélande, pour ses services en néonatalogie et périnatologie.